# L'Incantation de la vallée des serpents
Pour plus de détails, voir Fiche technique et Distribution.
L'Incantation de la vallée des serpents (Klątwa Doliny Węży) est un film d'aventures fantastiques polono-soviétique réalisé par Marek Piestrak et sorti en 1988.

## Synopsis
En 1954, le capitaine de l'armée française Bernard Traven est pilote d'hélicoptère pendant la guerre d'Indochine. Lors d'un vol de reconnaissance au-dessus de la jungle du centre du Vietnam, son appareil est pris pour cible par un guérillero vietnamien armé d'une mitraillette Browning. Le copilote de Traven est mortellement blessé mais parvient à poser l'hélicoptère dans la jungle, laissant Traven en vie. Après avoir coupé des feuilles de palmier pour camoufler l'hélicoptère, Traven se lance dans la jungle. Bientôt, il parvient dans un temple bouddhiste perdu. En menaçant les moines de son arme, il leur subtilise une relique en forme de tête de serpent cloutée de pierres précieuses. La relique contient un ancien manuscrit avec des écritures mystérieuses. Après cela, le capitaine quitte le monastère en toute hâte, sans entendre un des moines lui crier quelque chose de désagréable...
Quelques années plus tard, Traven prend sa retraite à Paris. Il collectionne les œuvres d'art anciennes et est considéré comme un célèbre antiquaire. Mais l'étrange trouvaille qu'il a ramenée d'Indochine ne le laisse pas tranquille.
Il a été aidé par une autre personnalité connue dans certains cercles - un professeur polonais Jan Tarnas spécialisé dans la culture oubliée des temples khurumwanites, qui a pu lire l'inscription du manuscrit de Traven et a même découvert la cachette du rouleau. Cachée à l'intérieur des fibres se trouvait une carte qui indiquait le chemin vers la vallée des mille serpents, où, selon le texte, était conservée une arme dont le possesseur pouvait devenir le maître du monde. Dans le jardin, à la maison et dans son bureau, le savant et le collectionneur sont poursuivis par des serpents venimeux, qui deviennent par hasard les victimes d'un empoisonnement par le serpent. Par pure coïncidence, des étrangers sont devenus la proie des serpents tandis que le professeur et l'antiquaire ont survécu. Pour ne rien arranger, la sournoise journaliste de France-Soir Christine Jaubert et l'organisation secrète dirigée par un certain M. Bricher sont au courant de leur mystère. Des chercheurs travaillant pour cette organisation ont découvert que l'ornement d'un manuscrit ancien contient la structure moléculaire cryptée d'un alliage (cérium + lanthane + néodyme), qui ne pourrait être obtenu que dans un vide cosmique. Pendant ce temps, Traven, sans informer Tarnas de son passé ni de ses projets, organise une expédition au Vietnam. A l'arrivée, ils logent dans un hôtel.
Au Vietnam, les partenaires sont rejoints par l'omniprésente Christine et un guide local dont le père, dit-il, était un guérillero et connaissait tous les chemins de la jungle (il s'agit peut-être de celui que l'on voit au début du film). En se rendant au temple, Tarnas rencontre son vieil ami, le scientifique soviétique Andreï Boutourline, qui y travaille. Boutourline invite les compagnons dans son camp. La nuit, les aventures avec les serpents continuent, mais Andreï parvient à arrêter les serpents à l'aide d'un gaz tranquillisant. Le jour suivant, les voyageurs atteignent le temple. L'abbé du temple, en échange du manuscrit, fournit aux compagnons un moine comme guide pour la Vallée des Mille Serpents.

## Fiche technique
- Titre français : L'Incantation de la vallée des serpents[1] ou La Malédiction de la vallée aux serpents[2]
- Titre original polonais : Klątwa Doliny Węży
- Titre russe : Заклятие долины змей, Zaklatije Doliny Zmiej
- Réalisation : Marek Piestrak
- Scénario : Marek Piestrak, Władimir Wałucki, Wojciech Niżyński (pl)
- Photographie : Ryszard Lenczewski, Janusz Pawłowski
- Montage : Maria Kuźmińska-Lebiedzik
- Musique : Sven Grünberg
- Décors : Jerzy Śnielawski, Priit Vaher
- Costumes : Ewa Krauze (pl)
- Production : Anne Alla, Michal Zablocki
- Société de production : Tallinnfilm, Zespól Filmowy Oko
- Pays de production :  Pologne •  Union soviétique
- Langue originale : polonais, russe
- Format : Couleur • 2,35:1
- Durée : 105 minutes (1 h 45)
- Genre : Film d'aventures fantastiques
- Dates de sortie :
  - Pologne : 3 octobre 1988
  - Union soviétique : novembre 1988
  - Allemagne de l'Est : 27 avril 1989

## Distribution
- Krzysztof Kolberger : Professeur Jan Tarnas
- Roman Wilhelmi (pl) : Capitaine Bernard Traven
- Ewa Sałacka (pl) : Christine, la journaliste de France-Soir
- Zbigniew Lesień (pl) : Noiret
- Leon Niemczyk : L'homme aux lunettes noires
- Igor Przegrodzki (pl) : M. Bricher
- Zygmunt Bielawski (pl) : Morineau
- Lan Bich : Numi
- Henryk Bista (pl) : Le journaliste
- Sergueï Desnitsky (ru) : Andreï Boutourline
- Mikk Mikiver : L'éditeur
- Tõnu Saar (et) : Saar
- Le Van Toan : Le moine guide
- Tuan Tu : Un moine
- Thinh Trinh : Le commis
- Margus Tuuling (et) : Le chef de la police parisienne

## Production
Le scénario est inspiré de la nouvelle Hobby dr. Travena, qui a été publiée en épisodes dans le magazine Przekrój (pl). L'auteur de la nouvelle est Wiesław Górnicki (pl), qui se cachait sous le pseudonyme de Robert Stratton.
Le monstre du film était censé être mobile et visqueux. La créature finie s'est avérée être une maquette rigide qui ne bougeait pas du tout. Finalement, le monstre a été créé par le collaborateur régulier de Marek Piestrak, Janusz Król (pl). Król est également responsable de la caractérisation de Igor Przegrodzki (pl).
Le film n'a pas été tourné au Laos mais au Viêt Nam pour des raisons d'économie. Les réalisateurs ont dû renoncer à la plupart des scènes avec l'hélicoptère, pour lesquelles ils ont attendu sur le plateau pendant un mois entier. Lorsque l'hélicoptère a été livré, il s'est avéré qu'il ne pouvait voler qu'une seule fois et qu'après avoir atterri, il ne pouvait plus reprendre l'air car ses batteries étaient trop faibles. L'équipe de tournage n'ayant pas réussi à travailler dans la jungle, des feuilles artificielles ont été collées devant la caméra pour obtenir l'effet désiré. Dans une autre scène, Ewa Sałacka (pl) était suspendue au-dessus d'un précipice, risquant ainsi sa vie. Pendant le tournage de la scène, l'actrice n'était nullement protégée de la chute ; il y avait un cascadeur en bas pour rattraper l'actrice si d'aventure elle tombait.

## Accueil
Le film a été critiqué pour ses effets spéciaux bas de gamme, ainsi que pour avoir trop cherché à imiter Les Aventuriers de l'arche perdue'. Le réalisateur Marek Piestrak a réfuté ces allégations, affirmant que les problèmes de production du film provenaient d'une collaboration ratée avec les Russes.
L'Incantation de la vallée des serpents a été visionné par plus de 25 millions de personnes en Union soviétique et un million en Pologne. Selon Jacek Szczerba, le succès du film est dû à l'absence de films d'aventures à la Indiana Jones dans le bloc de l'Est où les films occidentaux n'étaient pas projetés. Au Viêt Nam, le film a fait l'objet de projections secrètes car il était considéré comme trop américain.
En 2010, le film est sorti en Pologne sur DVD.
Le titre du film a donné son nom aux prix Wąż (pl) (litt. « Prix du serpent »), décernés aux pires films polonais.